# 破城子遗址 (酒泉)
破城子遗址，位于中国甘肃省酒泉市瓜州县鎖陽城鎮常樂村，原为一个省级文物保护单位，类型为古遗址。2006年5月25日，成为第六批全国重点文物保护单位。
破城子遗址的历史年代为汉至唐。